# استقلال (فیلم ۱۹۹۹)
«استقلال» (انگلیسی: Independence (film)) یک فیلم است که در سال ۱۹۹۹ منتشر شد.